# Карусель (мультфильм, 1979)
«Карусе́ль» (фр. Le Manège) — французский кукольный короткометражный мультфильм Жан-Пьера Жёне и Марка Каро, снятый в 1979 году. Впервые был представлен на 6-й церемонии вручения наград премии «Сезар», где получил приз за лучший короткометражный анимационный фильм. Первый показ в кинотеатрах состоялся 13 мая 1981 года. Фильм участвовал в главной конкурсной программе короткометражных фильмов на Международном фестивале анимационных фильмов в Анси, прошедшем в июне 1981 года. Это вторая совместная работа режиссёров с начала их сотрудничества в 1974 году.

## Синопсис
В мрачный дождливый день парижане ведут своих детей на аттракцион, но кружиться на карусели в такую непогоду детям не доставляет никакой радости. Этим недоволен владелец аттракциона – злой волшебник, наблюдающий за происходящим из билетной кассы, – он заколдовывает детей и уводит их в подземелье, где заставляет присоединиться к остальным детям-узникам, приводящим в движение механизм карусели вручную.

## Сюжет
В ненастный – предположительно майский – день Париж окутан мраком, небо над городом пронзают яркие вспышки молнии; льет проливной дождь, сильный ветер гонит обрывки газет по брусчатке опустевших улиц… Именно в такой неподходящий момент родители выводят на улицу своих детей, чтобы отправиться с ними на карусель, стоящую на небольшой площади (в начале фильма отдельным кадром показана уличная табличка с упоминанием площади Эмиля Коля); дети напуганы разгулявшейся стихией, и кого-то ведут к аттракциону насильно.
Рассадив детей по сиденьям на карусели, родители наблюдают за тем, как они безрадостно кружатся на платформе под торжественные звуки ярмарочного органа. Это замечает хозяин аттракциона, наблюдающий за происходящим из небольшой деревянной будки с надписью «касса» (фр. caisse), который решает их немного “развлечь”: потянув у себя в кабинке за шнурок, он опускает из-под купола карусели кисточку с красной бахромой, которая срабатывает на детей как приманка – не осознавая опасности вывалиться из седла, они пытаются за нее ухватится, чем приводят в ужас своих родителей. Одному мальчику удается сорвать кисточку со шнурка, и в этот момент музыка внезапно смолкает, а карусель останавливается. Возникает немая сцена, в которой к посетителям выходит хозяин аттракциона, похожий на злого волшебника или колдуна: у него седая растрепанная шевелюра, черный плащ и пронзительный взгляд, зловеще сверкающий из-под его тяжелых надбровных дуг. Дети испуганно смотрят на жуткого старика в ожидании дальнейших событий. Хозяин карусели жестом подзывает ловкача, и тот выходит к нему из толпы, виновато протягивая оторванную кисточку – он резко ее выхватывает, а затем отпускает мальчика к своим родителям, но на этом ничего не заканчивается. Карусель медленно начинает кружиться, а дети, словно заколдованные волей ее владельца, послушно спускаются в подземелье через открытый им люк; родители, так же заколдованные и лишенные воли, безучастно наблюдают за происходящим.
Спустившись в подземелье, дети видят машинный зал и механизм карусели, который движется за счет рабского труда детей – это наводит на них ужас, но хозяин аттракциона заставляет к ним присоединиться, наблюдая за пополнением с инфернальным самодовольством. Тем временем, на площади никого не осталось: родители и дети исчезли, а карусель вращается сама по себе.

## Музыка
Основной музыкальной темой выбрана музыка Филиппа Сарда, написанная для кинофильма «Поезд» (фр. Le Train), она звучит на протяжении всего фильма, за исключением той части, где события происходят на карусели – во время работы аттракциона звучит классическая композиция для органа Гавиоли (фр. Orgue Gavioli) под названием Valse Tb.

Куклы Марка Каро на съёмочной площадке, 1979 г. Из архива Жан-Пьера Жёне

## Особенности
В начале фильма упоминается Площадь Эмиля Коля – это реально существующая площадь в Париже, названная в честь французского художника-мультипликатора, создателя первого в мире мультфильма «Фантасмагория» (1908); первого мультипликационного персонажа звали Фантош (фр. Fantoche), чье имя происходит от итальянского слова fantoccio, означающего куклу или марионетку. Как и в первом анимационном фильме Эмиля Коля, персонажи Жёне и Каро не произносят диалогов, а любые упоминания топонимов (в фильме – площадь и станция метро) обозначены посредством стендовых моделей.

## Съёмочная группа
- Режиссёр — Жан-Пьер Жёне
- Художники-постановщики — Жан-Пьер Жёне и Марк Каро
- Сценарий и анимация — Жан-Пьер Жёне
- Композитор — Филипп Сард
- Куклы — Марк Каро
- Монтаж, директор по производству — Мануэль Отеро (фр. Manuel Otero)
- Звуковое сведение — Ален Гарнье (фр. Alain Garnier)

## Технические данные
- Формат изображения: 35-мм, цветное кино[7]
- Соотношение сторон: 1,66:1[7]
- Формат звука: монофонический[7]
- Метраж: 286 м[2]

## Учетные данные
В системе CNC'
- Номер разрешения: 49436[2]
- Разрешение выдано: 14 января 1980 г.
- Номер CNC: 1980111525